# We R Who We R
Singles de Kesha
Take It Off
(2010) Blow
(2011)
Pistes de Cannibal
Cannibal Sleazy
We R Who We R est le 5e single de la chanteuse américaine Kesha, issu de l'EP Cannibal et sorti le 22 octobre 2010. Il constitue le 1er single de Cannibal.

## Développement
Touchée par les derniers suicides survenus aux États-Unis, celui d'un jeune homme gay ayant marqué tous les esprits, Kesha a décidé d'écrire une nouvelle chanson sur ce thème et sur celui des moqueries dont sont victimes de nombreux adolescents. We R Who We R ("Nous sommes qui nous sommes" en français) est un véritable appel à la tolérance, comme l'a expliqué Kesha : "Je voulais inspirer les gens à être eux-mêmes", a-t-elle confié à Entertainment Weekly. "C'est une célébration de tous les types de caprices ou d'excentricités".

## Clip
On y voit la chanteuse avec un rouge à lèvres bleu et un vêtement comportant le drapeau américain. Vers la fin du clip, la chanteuse se jette du haut d'un immeuble, mais les gens dansants en dessous la rattrapent. Puis elle exécute ses chorégraphies.

## Crédits et personnels
| - Chant - Kesha - Auteurs – Kesha, Dr Luke, Benjamin Levin, Joshua Coleman, Jacob Kasher Hindlin - Production, Instruments et programmation – Dr Luke, Benny Blanco, Ammo | - Ingénieur du son – Emily Wright, Chris "TEK" O'Ryan, Sam Hoolland - Assistant ingénieur du son – Tatiana Gottwald, Jeremy |

- Crédits extraits du livret de l'album Cannibal, RCA Records[1].